# گاوانستال
گاوانستال (به آلمانی: Gaweinstal) یک منطقهٔ مسکونی در اتریش است که در ناحیه میستلباخ واقع شده‌است. گاوانستال ۳٬۴۸۵ نفر جمعیت دارد.